# Зоннеберг (район)
Зоннеберг (нем. Sonneberg) — район в Германии. Центр района — город Зоннеберг. Район входит в землю Тюрингия. Занимает площадь 433 км². Население — 60,3 тыс. чел. (2010). Плотность населения — 139 человек/км².
Официальный код района — 16 0 72.
Район подразделяется на 16 общин.

## Города и общины
1. Зоннеберг (22 444)
2. Нойхаус-ам-Реннвег (5450)
3. Штайнах (4301)
4. Лауша (3729)
5. Эффельдер-Рауэнштайн (3721)
6. Фёриц (3555)
7. Шалькау (3252)
8. Нойхаус-Ширшниц (3203)
9. Менгерсгеройт-Хеммерн (2721)
10. Юденбах (2529)
11. Оберланд (2384)
12. Штайнхайд (1185)
13. Шайбе-Альсбах (579)
14. Бахфельд (487)
15. Гольдисталь (481)
16. Зигмундсбург (232)

(30 июня 2010)